# Paluch
Paluch, pseudonimo di Łukasz Paluszak (Poznań, 1º ottobre 1985), è un rapper polacco.

## Biografia
Pubblica il suo primo album ufficiale, Biuro ochrony rapu, che dà il nome alla sua etichetta BOR Records, fondata nel 2010. Rimasto nell'underground per alcuni anni, diventa più noto tra il 2011 e il 2012 con la pubblicazione degli album Syntetyczna mafia e Niebo, che ottengono buoni piazzamenti in classifica.  Nel 2014 pubblica l'album Made in Heaven con il produttore Chris Carson: il progetto presenta le collaborazioni di Białas, Tomb, Quebonafide, Kali, Tau e KęKę. Il suo ottavo album solista, Ostatni krzyk osiedla, uscito il 25 novembre 2016, diventa il primo a raggiungere la prima posizione in classifica.
Nel novembre 2017 è la volta dell'album Złota Owca, seguito nel 2018 da Czerwony dywan, successivamente certificato disco di diamante. Il 27 novembre 2020 pubblica Nadciśnienie, mentre nel 2022 esce Kompot, caratterizzato dalla presenza di artisti come Kaz Bałagane e Vito Bambino.
Il 17 marzo 2023 pubblica l'album Pośród hien insieme a Słoń, raggiungendo nuovamente la prima posizione in classifica.

## Discografia

### Album in studio
- 2007 – Biuro ochrony rapu
- 2009 – Pewniak
- 2010 – Bezgranicznie oddany
- 2011 – Syntetyczna mafia
- 2012 – Niebo
- 2013 – Milion dróg do śmierci (con Kali)
- 2013 – Lepszego życia diler
- 2014 – Made in Heaven (con Chris Carson)
- 2016 – 10/29
- 2016 – Ostatni krzyk osiedla
- 2017 – Złota Owca
- 2018 – Czerwony dywan
- 2020 – Nadciśnienie
- 2022 – Kompot
- 2023 – Pośród hien (con Słoń)
- 2024 – Najlepszego życia diler
- 2025 – PCC 2.5 (con Chris Carson)